# Charagua
Charagua (en guaraní y oficialmente Charagua Iyambae) es una entidad de Bolivia, ubicada en la provincia Cordillera del departamento de Santa Cruz, en la zona geográfica del Chaco.
El 8 de enero de 2017, Charagua pasó a constituirse como Gobierno Indígena y dejó de lado la cualidad administrativa de municipio. Este cambio también implicó el cambio de su denominación administrativa y pasó a llamarse Charagua Iyambae, nombre establecido en su Estatuto Autonómico.
Es el entidad territorial más grande de Bolivia con una superficie de 71 745 km², que abarca aproximadamente el 23% del departamento de Santa Cruz y un 6,53% del territorio boliviano.
Charagua es una de las entidades territoriales de Bolivia que cuenta con el mayor número de población guaraní, que tienen tres demandas de territorios indígenas consolidados. Así mismo, fue el primer municipio boliviano en implementar la autonomía indígena.
Con toda propiedad se puede hablar de dos pueblos distintos, el antiguo pueblo de Charagua y el nuevo Charagua a una distancia de siete kilómetros, donde se encuentra la estación de ferrocarriles en la línea férrea que una la ciudad de Santa Cruz de la Sierra con Pocitos en la frontera con Argentina. Ambas localidades tienen una población de aproximadamente dos mil personas.

## Historia

### Fundación
El presbítero Ramón Barba que siempre visitaba las misiones en la región del Chaco Boreal se enteró de la insalubridad que existía en la comunidad de Obaí, y por tanto escribió una carta pastoral en el que ordena al padre Juan Bautista Parada, párroco de la Misión de Pirití, el traslado de la Misión a Charagua, que se efectuó el 30 de abril de 1864. pero la zona ya tenía historia del siglo XVI Creación de Charagua se estableció como Segunda Sección de la Provincia de Cordillera mediante Ley de 6 de septiembre de 1894 promulgada por el presidente Mariano Baptista, señalando esta ley en su artículo 1.º.:
"Se crea en la provincia de Cordillera, departamento de Santa Cruz, una sección m  La mayoría de registro fueron destruidos o quemados durante la guerra del Chaco por los paraguayos auquen queda poco registro sobre esa breve historia colonial auquen no se fundo en eso tiempo no hay casi registro de eso pues la mayoría fue detruida por los paraguayos en la guerra del chaco  pero esta confirmado que si tenia presencia colonial auque no como jesuíticas si no como carabananicipal compuesta de los cantones Izozoc, Parapetí Grande, Saipurú y Charagua, que será la capital"

### Guerra del Chaco
En la guerra del Chaco, las tropas paraguayas tomaron Charagua entre el 18 y 20 de abril de 1935. El pueblo cayó bajo el control del ejército paraguayo el 17 de abril de 1935. Ese día el ejército boliviano inició la denominada Retoma de Charagua, consolidando el desalojo de las fuerzas paraguayas el 21 de abril de 1935. Como reconocimiento a los actos heroícos y contribución a la defensa del territorio boliviano de esta localidad durante la guerra del Chaco, la ciudad de Charagua fue declarada “Ciudad Benemérita de la Patria” mediante decreto supremo del 11 de agosto de 1971 y elevado a rango de ley (N.º 977) del 4 de marzo de 1988, durante el gobierno de Víctor Paz Estenssoro. Este reconocimiento se dio debido a su abnegada contribución y leal esfuerzo en la defensa del territorio patrio y sus recursos naturales durante la guerra.
Al día de hoy esta población aún preserva el edificio que contiene los agujeros de bala y lo considera una reliquia del encuentro.

### Autonomía indígena originario campesina
En el referéndum del 6 de diciembre de 2009 el municipio de Charagua optó por iniciar el proceso de la autonomía indígena originario campesina con un 55,66% de aprobación. El 20 de septiembre de 2015 fue aprobado en referéndum (por 53,25% de aprobación) el estatuto autonómico del gobierno autónomo guaraní Charagua Iyambae, siendo el primer municipio en implementar la autonomía indígena de Bolivia. El estatuto establece tres instancias: órgano de decisión colectiva o Ñemboati, el órgano legislativo o Mborakuai Simbika Iyapoa Reta, y el órgano ejecutivo o Tëtarembiokuai Reta Imborika. El municipio tiene 74 424 km² y se organizó territorialmente en seis zonas, dos parques nacionales y un área de conservación e importancia ecológica. El 8 de enero de 2017 fue puesta en vigencia su autonomía con la posesión de las 46 nuevas autoridades, representantes de las seis zonas,  electas a través de normas y procedimientos propios establecidos en su Estatuto Autonómico indígena y el reglamento de elección que redactaron para esto.

## Límites
Limita al norte con la provincia Chiquitos, al sur con la República del Paraguay y el municipio de Boyuibe, al este con la provincia Germán Busch y al oeste con los municipios de Cabezas, Gutiérrez y Camiri.

## Geografía
La topografía de este municipio es muy variada por presentar estrechos valles con terrazas aluviales, serranías, pendientes y mesetas, hasta las extensas llanuras del extremo oriental, pobladas de escasa vegetación y vastas aéreas arenosas en las que se insinúa un proceso de desertificación. Los tres sistemas fisiográficos que presenta el municipio son la faja subandina, el área de transición y la llanura chaqueña. Dentro de la llanura chaqueña, al este del municipio, se encuentran un número de cerros aislados, como ser el Cerro San Miguel (839 m), el Cerro Capitán Ustarez (616 m), el Cerro Cortado (627 m), el Cerro Colorado (486 m) y el Cerro Carua (448 m), mientras que al oeste se encuentran las primeras estribaciones de la cordillera de los Andes.
Tiene un clima tropical con una temperatura promedio anual de 23 °C.

## Hidrografía

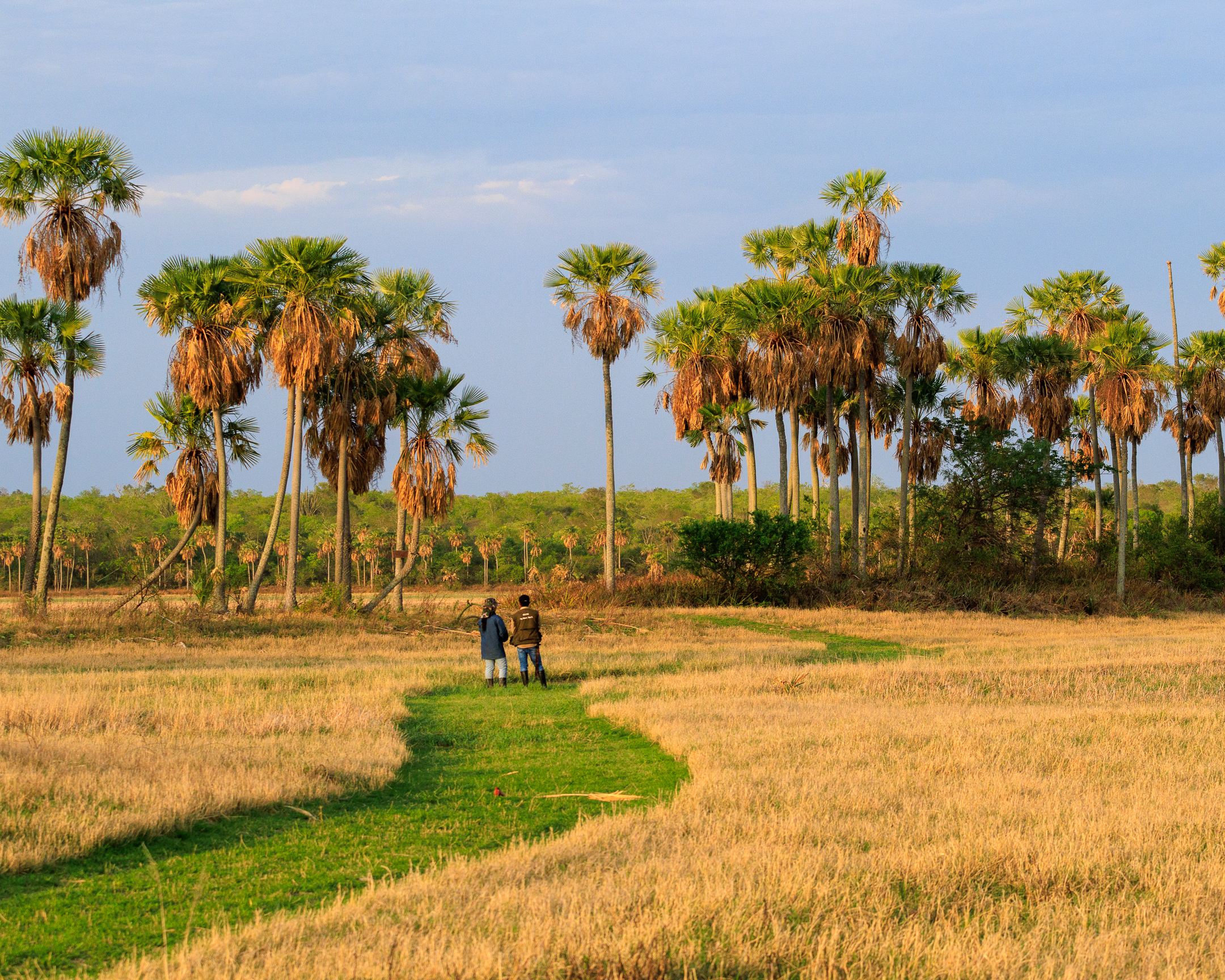
Palmar de las Islas y Salinas de San José, dentro del Parque nacional y área natural de manejo integrado Kaa Iya del Gran Chaco.

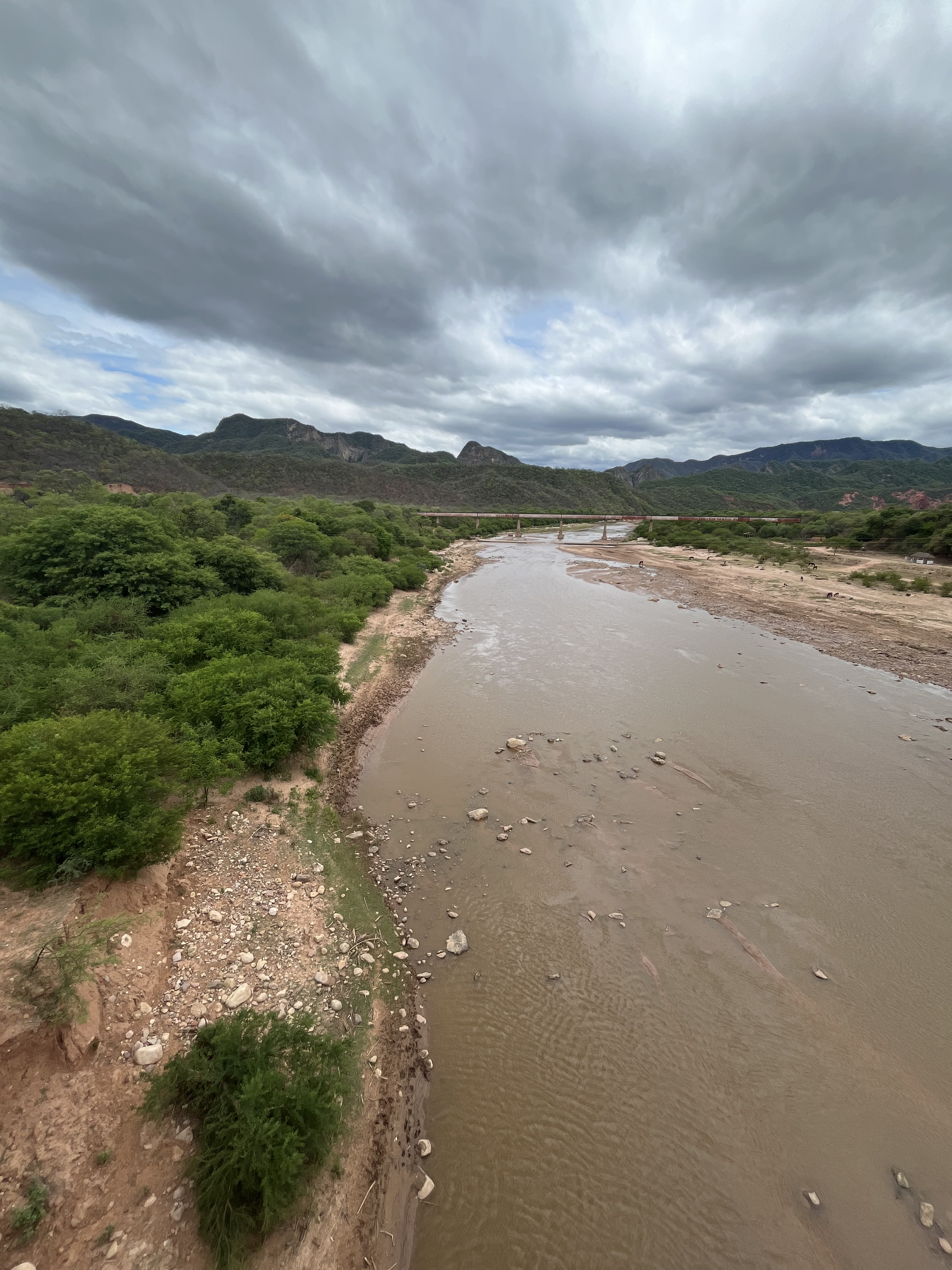
El río Parapetí, cerca a San Antonio del Parapetí, en el sur del municipio.

A pesar de que la región está surcada por varios ríos y bañados de poca profundidad, esta sufre permanentes sequías. Los principales ríos que atraviesan el municipio son el río Grande y el río Parapetí, de los que se forman los bañados de Izozog.
El río Parapetí por decreto supremo se declara el 29 de diciembre de 1967 reserva fiscal a un perímetro de 7.250 km² y se reglamentan los asientos humanos en la zona.

### Lagunas
Se encuentran en este territorio las lagunas de:
- Poza Pororó
- Poza Tapacaré
- Poza La Madre
- Salitrales
- San Miguel
- Los Bárbaros
- Salitral
- Palmar de las Islas

### Ríos
- Río Parapetí
- Río Grande
- Río Charagua
- Río Machipo
- Río Saipurú

## Demografía
De acuerdo con el censo boliviano de 2024, la población del municipio de Charagua Iyambae es de 39 262 habitantes.
La población del municipio aumentó más del doble entre 1992 y 2024, mientras que la población de la localidad capital ha aumentado en más de un tercio en las últimas dos décadas:
| Año  | Habitantes (municipio) | Habitantes (localidad) | Fuente                  |
| ---- | ---------------------- | ---------------------- | ----------------------- |
| 1992 | 18 769                 | 2 486                  | Censo boliviano de 1992 |
| 2001 | 24 427                 | 2 737                  | Censo boliviano de 2001 |
| 2012 | 32 164                 | 3 496                  | Censo boliviano de 2012 |
| 2024 | 39 262                 |                        | Censo boliviano de 2024 |

Charagua es el municipio con más habitantes guaraníes de Bolivia, con el 60% de la población total del municipio siendo guaraní.
Se encuentra colonias menonitas en la zona oriental de la ciudad de Charagua. Los principales idiomas hablados son el castellano y el guaraní además de idiomas extranjeros. Estos pobladores están organizados en comunidades campesinos de pequeños y medianos productores agrícolas, organizaciones de mujeres y club de madres.

## Economía
La principal actividad productiva del municipio es la agropecuaria, siendo los cultivos más producidos el maíz, algodón y el sorgo; este último es un componente esencial en el sistema de producción de las colonias menonitas que utilizan especialmente para la alimentación de sus animales. La producción agrícola se ha introducido también con mucho éxito, variedades de algodón cuya producción ya se encuentra consolidada.
Esta zona cuenta con potencial agrícola la que puede ser desarrollada en grandes superficies. Los habitantes poseen suficiente experiencia en el área agropecuaria, por lo que se está proyectado a la diversificación de semillas, implementar un sistema de riego, industrializar la leche, organizar talleres de tejidos entre otros.
La ganadería es otra actividad muy practicada en la zona. El ganado bovino se ha desarrollado bajo el sistema de manejo extensivo tradicional, es decir alimentando a campo abierto. Hay ganado porcino y caprino. El ganado bovino criolla es muy resistente a las sequías, lo que permite practicar este rubro en forma extensiva.
El ganado se comercializa por intermediarios en las ciudades de Santa Cruz y Cochabamba, al igual que los derivados de la leche. Estos productos son destinados al consumo familiar y los excedentes se comercializan, cada año en la feria de Charagua se exponen los mejores ejemplares de ganado bovino criollo. A esta actividad asisten todos los productores de las comunidades con el propósito de intercambiar experiencias en el área de genética y sanitaria. La cría de bovinos criollo se ha fortalecido ya que existe una inmensa superficie aprovechable para su desarrollo, asimismo el potencial forrajero del bosque chaqueño permite diversificar la actividad pecuaria, como la cría de ovinos de pelo.
Se practica la caza y pesca, este municipio dispone de significativos y variados recursos piscícolas. También se tiene abundantes recursos petroleros.

### Turismo
En el municipio se encuentra el sitio paleontológico de Chorrito Bajo, donde se encuentran fósiles de especies extintas, algunas que se asemejan a rinocerontes, caballos, quirquinchos, elefantes o perezosos gigantes.

## Transporte
Charagua se encuentra a 260 km por carretera al sur de Santa Cruz de la Sierra, la capital departamental.
La carretera nacional asfaltada Ruta 9 recorre 142 kilómetros al sur de Santa Cruz vía Cabezas hasta Abapó. Allí, la Ruta 36 continúa en dirección sur y llega a la ciudad de Charagua por San Isidro del Espino y continúa hasta llegar a Boyuibe.
La ciudad está conectada con el tráfico aéreo nacional a través de una pista de aterrizaje de 1200 m de largo al este de la ciudad. Además, la vía férrea de Santa Cruz a Yacuiba corre al este de Charagua, que tiene un punto de interrupción en la Estación Charagua, a siete kilómetros de distancia. Desde allí, hay servicios ferroviarios de pasajeros al norte y al sur que llevan a los pasajeros a Santa Cruz y Yacuiba en unas ocho horas y media.

## Imágenes

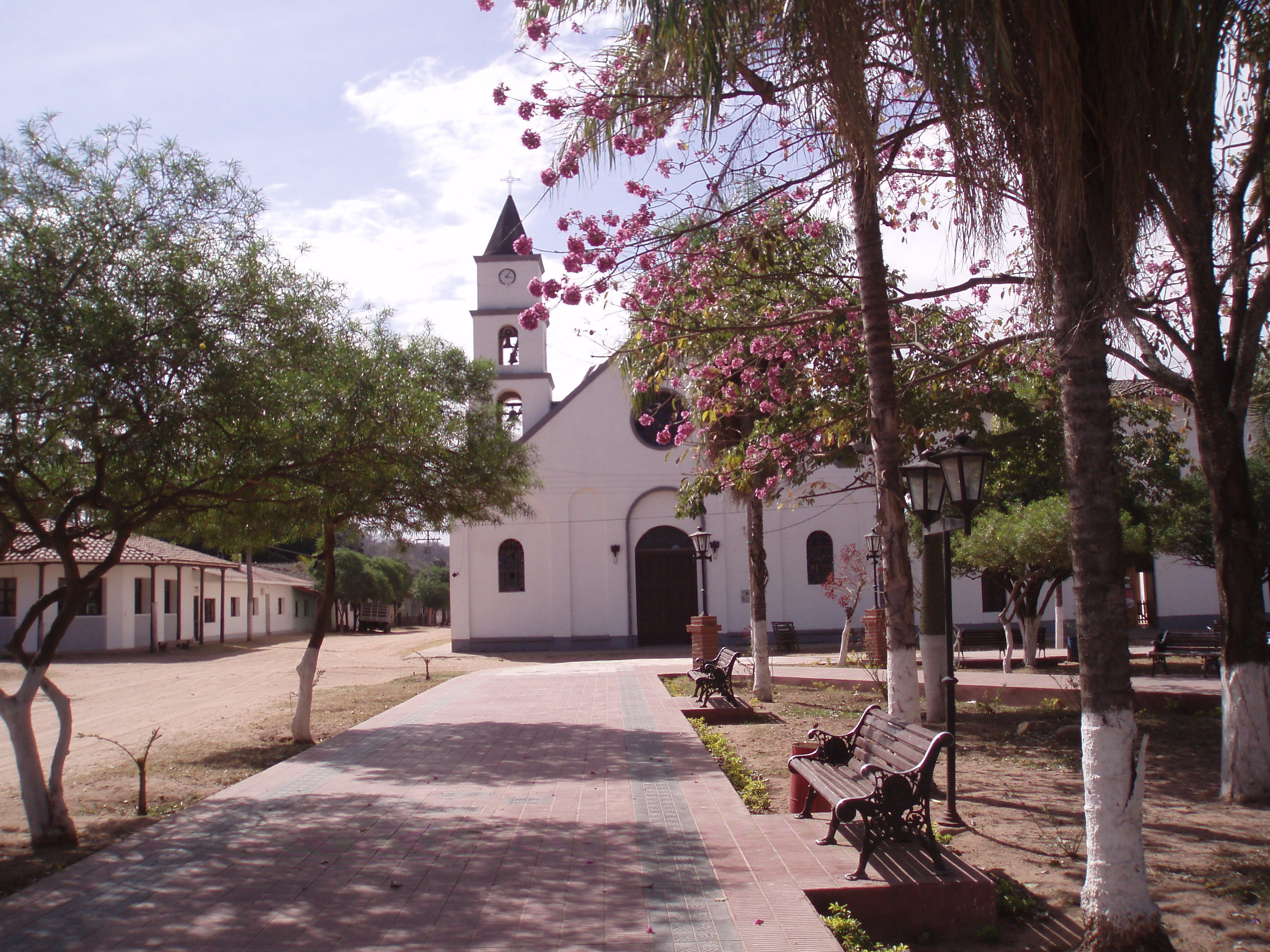
La plaza de Charagua.
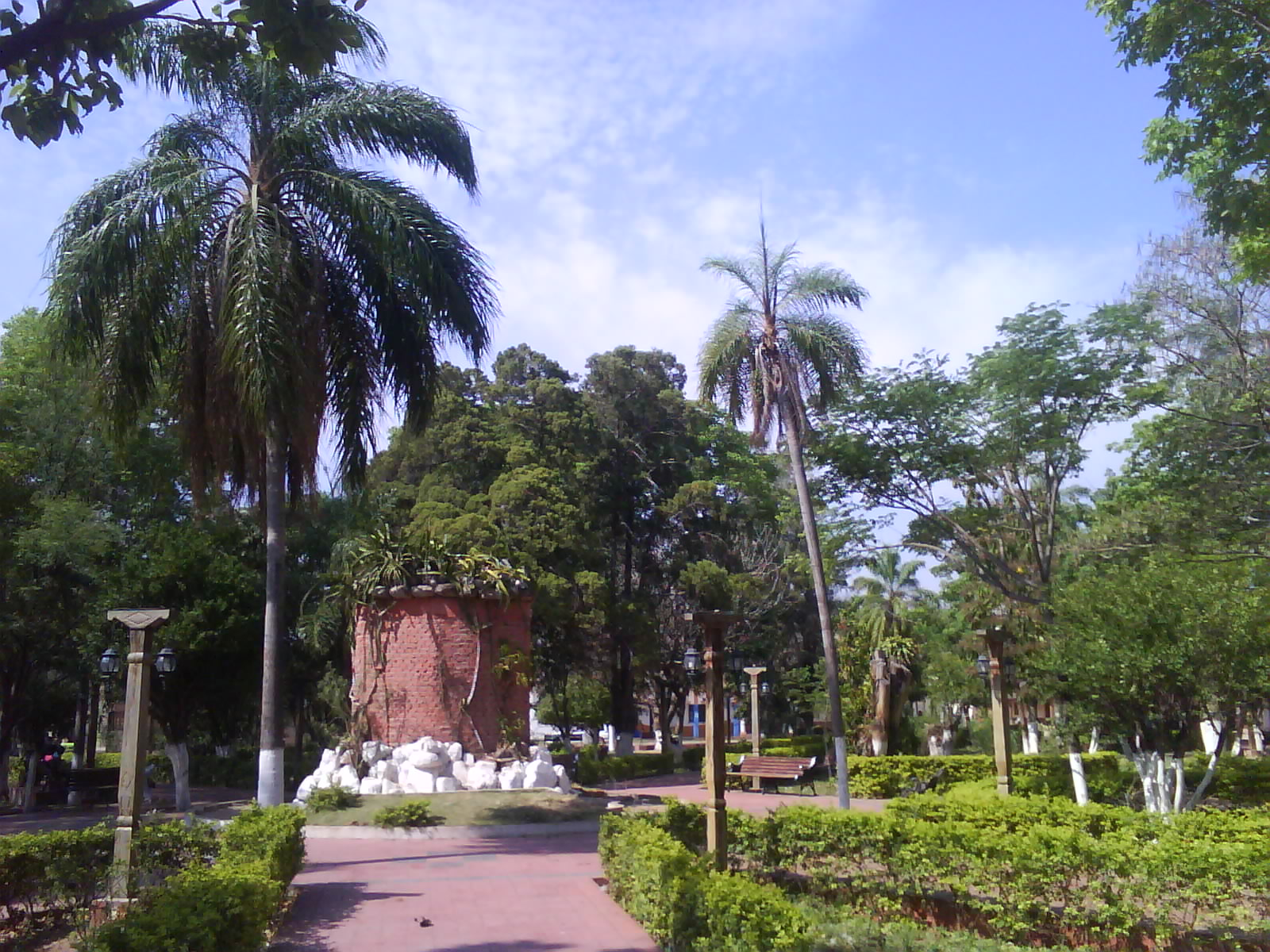
La plaza de Charagua.
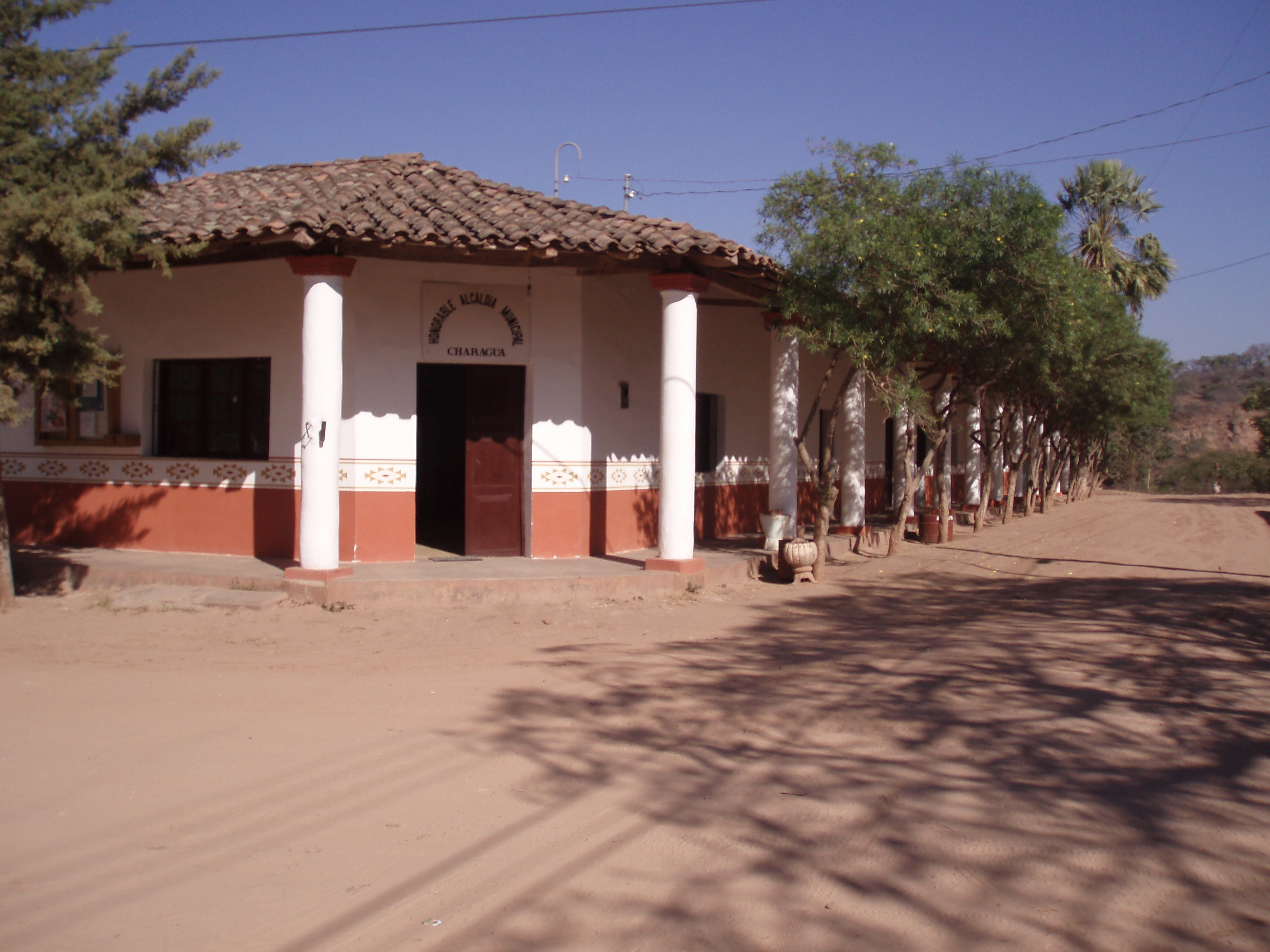
La municipalidad de Charagua.
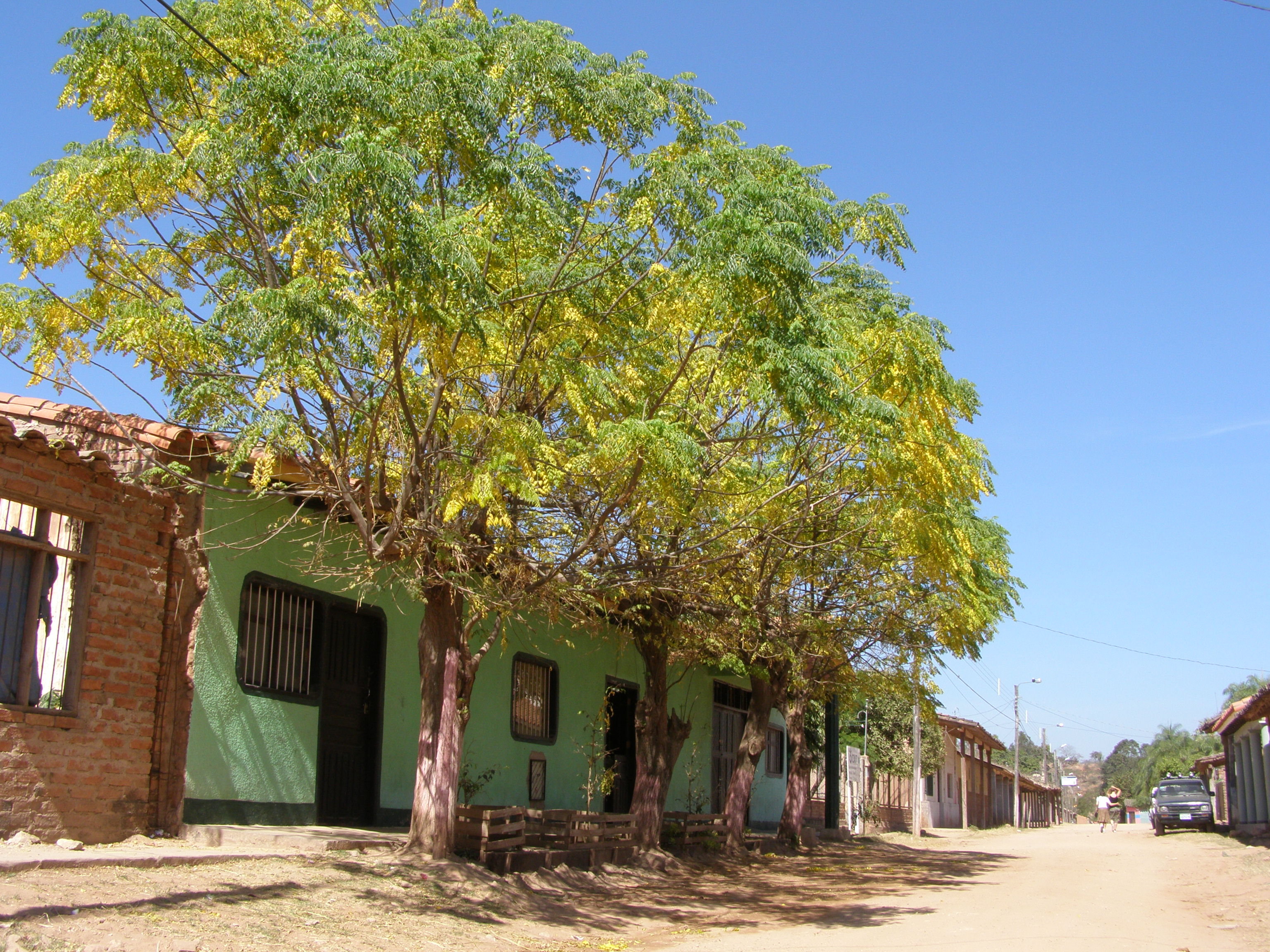
Calle en Charagua Pueblo.
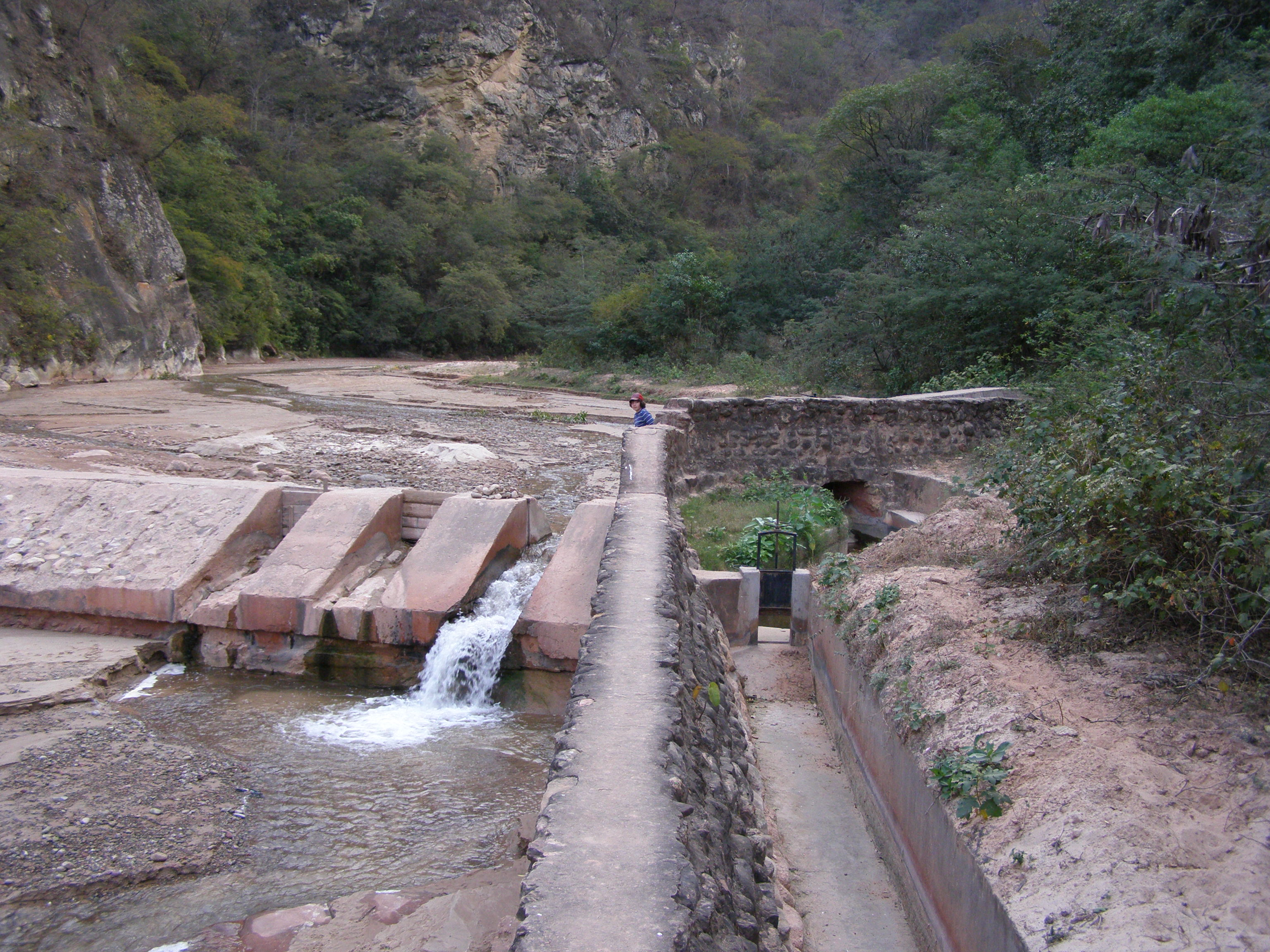
Bocatoma del sistema de riego de Charagua.